# Теодор, Николас
Ни́колас Те́одор (англ. Nicholas Theodore; род. Сан-Диего, Калифорния, США) — американский нейрохирург греческого происхождения, профессор, директор Центра нейрохирургии позвоночника при Школе медицины Джонса Хопкинса (с 2016 года). Получил признание на государственном уровне как эксперт в таких областях как повреждение головного и спинного мозга, малоинвазивная хирургия, робототехника и персонализированная медицина. Имеет h-индекс равный 37 и был процитирован более 4 050 раз. Владеет несколькими языками, включая испанский и греческий.

## Биография
Окончил Корнеллский университет, будучи стипендиатом программы «The Cornell Tradition».
С отличием окончил Школу медицины Джорджтаунского университета, получив степень доктора медицины. Состоял в почётном обществе «Альфа Омега Альфа» (ΑΩΑ).
После прохождения интернатуры в Бетесдском военно-морском госпитале служил старшим офицером медицинской службы в Корпусе морской пехоты США в Окинаве (Рюкю, Япония).
В 2001 году завершил нейрохирургическую ординатуру под руководством Роберта Спецлера, а позднее — стажировку по спинальной хирургии под руководством Фолькера Соннтага в Неврологическом институте Барроу (BNI). По окончании ординатуры возглавлял отделение нейрохирургии Военно-морского медицинского центра в Сан-Диего.
В 2003 году начал работать в BNI, возглавив программу по травмам нервной системы.
В 2004 году стал помощником директора крупнейшей в США программы ординатуры по нейрохирургии в BNI.
В 2009 году возглавил спинальное отделение BNI.
В 2010 году совместно с Нилом Кроуфордом основал компанию «Excelsius Surgical», которую в 2014 году выкупила публичная акционерная компания «Globus Medical».
В 2014 году получил грант от министерства обороны США на проведение многоцентрового исследования влияния дренирования спинномозговой жидкости на острую травму спинного мозга.
В 2013—2015 годах — председатель совета директоров «ThinkFirst National Injury Prevention Foundation».
С 2016 года — профессор нейрохирургии и ортопедической хирургии Школы медицины Джонса Хопкинса и директор функционирующего при ней Центра нейрохирургии позвоночника.
Теодор был одним из старших исследователей в многоцентровом клиническом исследовании нового лекарственного препарата для лечения спинномозговых травм.
Занимался исследованиями травм позвоночника и поиском новых подходов к хирургии позвоночника, получив грант RO-1 от Национального института здравоохранения.
Совладелец многочисленных патентов на медицинские приборы и процедуры.

## Научно-исследовательская работа
Исследования посвящены изучению повреждений головного и спинного мозга, робототехнике и выявлению генетических и молекулярных основ заболеваний позвоночника.

## Членство в организациях
- дипломат Американского совета по нейрохирургии;
- действительный член Американской коллегии хирургов;
- член Американской академии нейрохирургии;
- член Общества нейрохирургов[англ.][10];

## Награды и премии
Является лауреатом многочисленных наград и премий, в том числе:
- Премия Мэйфилда;
- Премия Таскера от Конгресса нейрохирургов[англ.];
- Награда от Североамериканского общества по исследованию позвоночника (NASS);
- и др.[10]

## Публикации
Является автором многочисленных статей в рецензируемых научных журналах и соавтором книг, а также сделал более 100 технических презентаций.

### Список некоторых публикаций
- Martirosyan, NL; Kalb, S; Cavalcanti, DD; Lochhead, RA; Uschold, TD; Loh, A; Theodore, N (2011). «Comparative Analysis of Isocentric 3-dimensional C-arm Fluoroscopy and Biplanar Fluoroscopy for Anterior Screw Fixation in Odontoid Fractures». J Spinal Disord Tech.
- Kalb, S; Reis, MT; Cowperthwaite, MC; Fox, DJ; Lefevre, R; Theodore, N; Papadopoulos, SM; Sonntag, VK (2011). «Dysphagia After Anterior Cervical Spine Surgery: Incidence and Risk Factors». World Neurosurg.
- Brasiliense, LB; Lazaro, BC; Reyes, PM; Dogan, S; Theodore, N; Crawford, NR (Dec 2011). «Biomechanical contribution of the rib cage to thoracic stability». Spine (Phila Pa 1976). 36 (26): E1686-93. doi:10.1097/brs.0b013e318219ce84.
- Kalani, MY; Martirosyan, NL; Little, AS; Kakarla, UK; Theodore, N (Dec 2011). «Tumoral calcinosis presenting as a deformity of the thoracic spine». J Neurosurg Pediatr. 8 (6): 584-7. doi:10.3171/2011.8.peds11193.
- Kalani MY, Filippidis A, Martirosyan NL, Theodore N. "Cerebral Herniation as a Complication of Chest Tube Drainage of Cerebrospinal Fluid After Injury to the Spine. World Neurosurg. 2011;
- Kalb S, Martirosyan NL, Kalani MY, Broc GG, Theodore N. "Genetics of the Degenerated Intervertebral Disc. World Neurosurg. 2011;
- Albuquerque, FC; Hu, YC; Dashti, SR; Abla, AA; Clark, JC; Alkire, B; Theodore, N; McDougall, CG (Dec 2011). «Craniocervical arterial dissections as sequelae of chiropractic manipulation: patterns of injury and management». J Neurosurg. 115 (6): 1197—205. doi:10.3171/2011.8.jns111212.
- Martirosyan, NL; Feuerstein, JS; Theodore, N; Cavalcanti, DD; Spetzler, RF; Preul, MC (Sep 2011). «Blood supply and vascular reactivity of the spinal cord under normal and pathological conditions». J Neurosurg Spine. 15 (3): 238-51. doi:10.3171/2011.4.spine10543.